# Petr Štěpánek (Politiker)

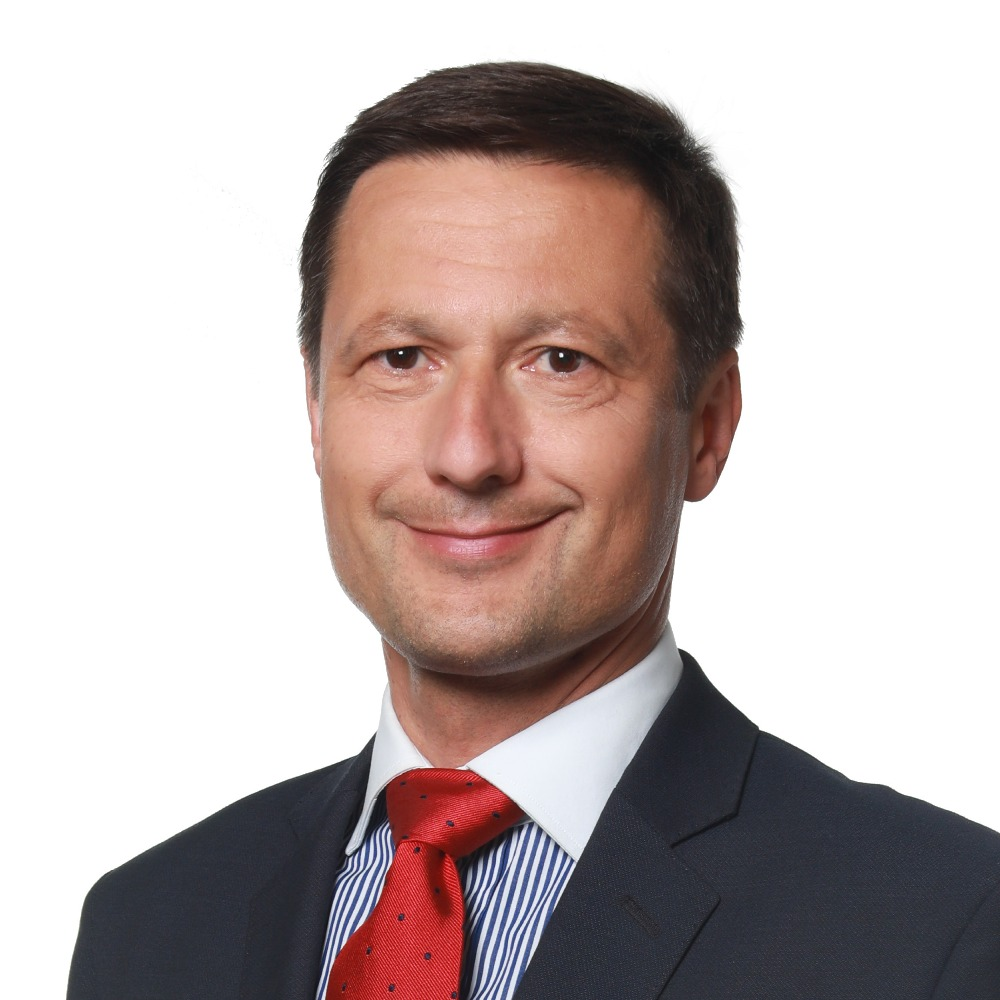
Petr Štěpánek 2017

Petr Štěpánek (* 3. September 1965 in Kladno) ist ein tschechischer Politiker, Biologe und Hochschullehrer. Er war von Januar 2018 bis Januar 2020 Vorsitzender der Partei der Grünen in Tschechien. Seit 2014 ist er Bürgermeister des Prager Stadtteils Prag 4.

## Ausbildung
Petr Štěpánek schloss sein Studium der Molekularen Biochemie an der Fakultät für Naturwissenschaften der Karls-Universität in Prag ab und erwarb einen wissenschaftlichen Abschluss während eines fünfjährigen Aufenthalts an der State University of New York und am Institut für Experimentelle Botanik der Akademie der Wissenschaften der Tschechischen Republik. Er beendete seine wissenschaftliche Karriere im Jahr 1996.
In den 1990er Jahren lehrte er an der State University of New York. Bis 2006 lehrte er tschechische und slowakische Politik an der Karlsuniversität.

## Politische Karriere
Im Jahr 1990 wurde er für das Bürgerforum im Nationalkomitee der Stadt Prag kooptiert und wurde anschließend zweimal in den Stadtrat von Prag gewählt. 
1991 wurde er Vorsitzender des Bürgerforums in Prag. Zwischen 2001 und 2003 war er Vorsitzender der Strana pro otevřenou společnost (Partei für eine offene Gesellschaft). 2003 trat er der Grünen Partei bei. Von 2004 bis 2007 war er stellvertretender Vorsitzender der Grünen Partei.
Von 2006 bis 2009 war er Stadtrat der Stadt Prag für Umwelt, Energie und Radsport. Seit 2014 ist er Bürgermeister des Prager Stadtteils Prag 4.
Am 20. Januar 2018 wurde er zum Vorsitzenden der tschechischen Grünen gewählt.